# NGC 819
NGC 819 est une galaxie spirale située dans la constellation du Triangle. NGC 819 a été découverte par l'astronome prussien Heinrich Louis d'Arrest en 1865.

## Caractéristiques
Sa vitesse par rapport au fond diffus cosmologique est de 6 324 ± 18 km/s, ce qui correspond à une distance de Hubble de 93,3 ± 6,5 Mpc (∼304 millions d'al).
À ce jour, quatre mesures non basées sur le décalage vers le rouge (redshift) donnent une distance de 89,775 ± 14,992 Mpc (∼293 millions d'al), ce qui est à l'intérieur des valeurs de la distance de Hubble.
NGC 819 présente une large raie HI. En raison d'une brillance de surface égale à 11,95  mag/am2, on peut qualifier NGC 819 de galaxie présentant une brillance de surface élevée.

## Supernova
La supernova SN 2007hb a été découverte dans NGC 819 le 24 août par une équipe d'astronomes dans le cadre du programme LOSS (Lick Observatory Supernova Search) de l'observatoire Lick. Cette supernova était de type Ib/c.